# تیبور پلیس
تیبور پلیس (انگلیسی: Tibor Pleiß؛ زادهٔ ۲ نوامبر ۱۹۸۹) بازیکن بسکتبال اهل آلمان است.

## حرفه
از باشگاه‌هایی که در آن بازی کرده‌است می‌توان به باشگاه فوتبال بارسلونا و باشگاه بسکتبال ساسکی باسکونیا اشاره کرد.